# Leucaloa undistriga
Leucaloa undistriga är en fjärilsart som beskrevs av Felder 1874. Leucaloa undistriga ingår i släktet Leucaloa och familjen björnspinnare. Inga underarter finns listade i Catalogue of Life.